# Dalby fälad no 5
Dalby fälad no 5 är ett naturreservat i Lunds kommun i Skåne län.
Området är naturskyddat sedan 2007 och är 14 hektar stort. Reservatet består av tidigare betesmark och äldre tiders odlingslandskap.